# Saint-Pancré
 Saint-Pancré  là một xã của tỉnh Meurthe-et-Moselle, thuộc vùng Grand Est, đông bắc nước Pháp.